# 斜帶鈍塘鱧
斜帶鈍塘鱧（学名：Amblyeleotris diagonalis），为輻鰭魚綱鰕虎鱼目鰕虎亞目鰕虎魚科鈍塘鱧屬的其中一種，分布於印度太平洋區，包括東非、紅海、馬達加斯加、波斯灣、斯里蘭卡、安達曼海、所羅門群島、印尼、澳洲大堡礁等海域，體長可達11公分，為底棲性魚類，棲息深度6-40公尺，生活在沙石混合區並與槍蝦共生。

## 扩展阅读
維基物種上的相關：斜帶鈍塘鱧